# Manja Kowalski
Manja Kowalski, född den 25 januari 1976 i Potsdam i Tyskland, är en tysk roddare.
Hon tog OS-guld i scullerfyra i samband med de olympiska roddtävlingarna 2000 i Sydney.